# Politischer Leiter

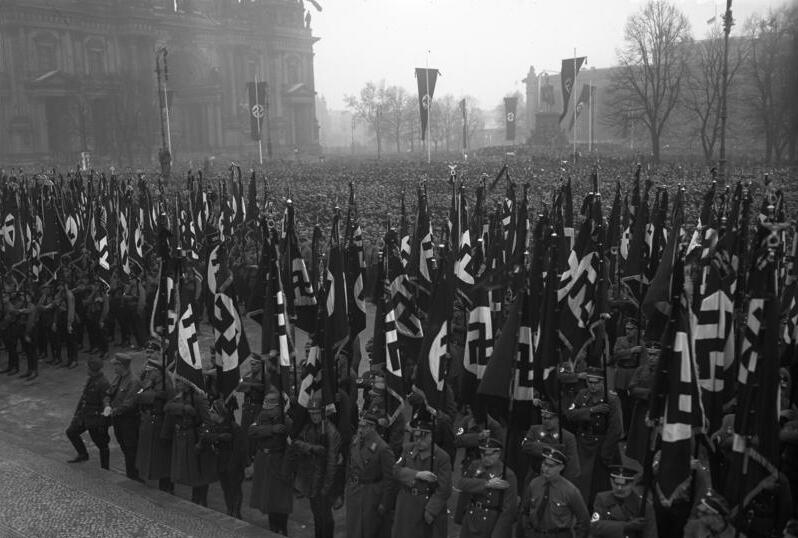
Przysięga Politischer Leiterów partii NSDAP 25 lutego 1934 w Berlinie

Politischer Leiter (z niem. naczelnik polityczny, kierownik polityczny) – tytuł w Narodowosocjalistycznej Niemieckiej Partii Robotników (NSDAP), istniejący do roku 1930 i przyznawany oficerowi partii nazistowskiej. Politischer Leiterami byli głównie byli żołnierze, walczący podczas I wojny światowej oraz inni niemieccy nacjonaliści, negujący postanowienia Traktatu Wersalskiego, którzy aby otrzymać tytuł Politischer Leitera, składali dozgonną przysięgę Hitlerowi (Politische Leiter Anwärter). Do głównych zadań Politischer Leiterów należało m.in.: propagowanie nazizmu wśród Niemców, kształcenie światopoglądu narodowosocjalistycznego wśród młodzieży niemieckiej oraz organizacja struktury partii nazistowskiej i jej bojówki paramilitarnej (Sturmabteilung, SA). Politischer Leiterzy stali na czele innych mniejszych struktur administracyjnych NSDAP, takich jak: Block (kwartał), Zelle (komórka), Ortsgruppe (grupa lokalna), Kreis (powiat), Gau (okręg) i Reichsleitung. Po roku 1930 tytuł Politischer Leitera przestał formalnie istnieć (używany był tylko podczas oficjalnej przysięgi), lecz został podzielony na szereg innych stopni politycznych, w zależności od struktury terenowej, którą dowodzili odpowiedni stopniem członkowie partii NSDAP. Do takich należeli: Blockleiter, Mitglieder, Zellenleiter czy Gauleiter.